# Mauvais Sang
Mauvais Sang (prt: Má Raça; bra: Sangue Ruim) é um filme francês de drama e ficção científica de 1986 dirigido por Leos Carax. O filme foi exibido e premiado no 37º Festival Internacional de Cinema de Berlim, além de ter sido indicado a três prêmios César e recebido o Prêmio Louis-Delluc. O título é uma referência ao poema homônimo de Arthur Rimbaud em Une saison en enfer.

## Enredo
Na Paris de um futuro não muito distante, uma epidemia misteriosa de uma doença chamada de STBO está contaminando pessoas que se relacionam sexualmente sem possuir envolvimento emocional. Uma vacina foi desenvolvida, mas está fora do alcance de quem precisa. Uma mulher americana chantageia dois idosos vigaristas, Marc e Hans, para roubá-los. Marc recruta Alex, um jovem rebelde cujo pai já havia trabalhado para Marc antes de ser morto. Embora Alex tenha uma namorada, Lise, ele acaba se apaixonando por Anna, a jovem namorada de Marc.

## Elenco
- Michel Piccoli como Marc
- Juliette Binoche como Anna
- Denis Lavant como Alex
- Hans Meyer como Hans
- Julie Delpy como Lise
- Carroll Brooks como A mulher americana
- Hugo Pratt como Boris
- Mireille Perrier como A jovem mãe
- Serge Reggiani como Charlie
- Jérôme Zucca como Thomas

## Prêmios
- 37º Festival de Cinema de Berlim[3]
  - Indicado ao prêmio Urso de Prata
  - Vencedor do Prêmio Alfred Bauer
  - Vencedor do Prêmio Cicae (Confédération internationale des cinémas d'art et d'essai)

- Prêmio César de 1987[2]
  - Indicada para Melhor Atriz – Juliette Binoche
  - Indicada para Melhor Atriz Revelação – Julie Delpy
  - Indicado para Melhor Fotografia – Jean-Yves Escoffier

- Prêmio Louis Delluc de 1986
  - Melhor Filme